# Freedom of the Press Foundation

logo FPF

Freedom of the Press Foundation (FPF) je nezisková zpravodajská organizace založená v roce 2012 na podporu svobody slova a svobody tisku.
Organizace je tvořena řadou známých žurnalistů a whistleblowerů, jako například Daniel Elsberg, Laura Poitras a Glenn Greenwald, ale také mnoho dalších aktivistů, celebrit a filmařů. NSA whistleblower Edward Snowden se do organizace zapojil v roce 2014.
FPF je známá díky prolomení finanční blokády uvalené na Wikileaks a vyvinutí SecureDropu, což je open-source systém pro whistleblowery vytvořený Aaronem Swartzem.

## Crowdfunding
Financování FPF je inspirováno serverem Wikileaks. Když byla FPF v roce 2012 spuštěna, lidé mohli poprvé podpořit Wikileaks skrz Visa, MasterCard a PayPal od doby, kdy byl server Wikileaks pod finanční blokádou.
FPF finančně podporuje šifrovací nástroje využívané žurnalisty a různé transparentní žurnalistické organizace. Mezi tyto organizace patří Wikileaks, MuckRock, The UpTake, Open Whisper Systems, Tails a také například Tor Project.

## SecureDropa digitální bezpečnostní nástroje
V říjnu 2013 FPF převzala vývoj SecureDropu, open-source systému pro whistleblowery, původně navrhnutý a vyvíjený aktivistou Aaronem Swartzem. SecureDrop využívá síť Tor a usnadňuje anonymní komunikaci mezi dvěma subjekty. Umožňuje whistleblowerům kontaktovat žurnalisty bez výměny identity a kontaktních informací o identitě druhé osoby.
Tento systém je momentálně využíván mnoha velkými novinářskými organizacemi včetně The Washington post, The Guardian, The New Yorker, The Intercept a mnoho dalších. Podle studie vedené Columbijskou žurnalistickou univerzitou tento systém úspěšně vedl k publikaci mnoha příběhů organizacemi, které tento systém využívají.
FPF učí žurnalisty, jak správně používat šifrování a digitální bezpečnostní nástroje k lepší protekci jejich zdrojů.